# Belchamp St. Paul
Belchamp St. Paul è un villaggio e parrocchia civile dell'Inghilterra, appartenente alla contea dell'Essex.